# Magloire-Désiré Barthet
Pour les articles homonymes, voir Barthet.
Magloire-Désiré Barthet (1837-1912) est un évêque catholique français, membre de la congrégation du Saint-Esprit,  vicaire apostolique de Sénégambie (actuel Sénégal), et préfet apostolique du Sénégal de 1889 à 1898.

## Biographie
Il est né le 26 janvier 1837 à Picarreau dans le Jura.
Il est nommé évêque titulaire d'Abdera et vicaire apostolique de Sénégambie du 30 juillet 1889 au 15 décembre 1898,  cumulant ce siège avec celui de la préfecture apostolique du Sénégal qu'il occupait depuis le 15 avril 1889 jusqu'au 15 mars 1898, date à laquelle un préfet apostolique distinct est nommé à Saint-Louis.
Il envoie un de ses missionnaires, le Père Sébire, explorer les contrées inconnues de son territoire.
Il meurt le 30 octobre 1912 à Bordeaux.